# 31450 Stevepreston
31450 Stevepreston este o planetă minoră (asteroid), cu un diametru de 10,625 km, din centura de asteroizi. A fost descoperită pe 14 februarie 1999 la Observatorul Reedy Creek de John Broughton⁠(d). 
Obiectul prezintă o orbită caracterizată de o semiaxă mare de 2,3943902 UAi, o excentricitate de 0,27, o înclinație de 10,74105 ° în raport cu ecliptica.